# Clearc d'Heraclea
Clearc d'Heraclea (en llatí Clearchus, en grec antic Κλέαρχος "Kléarkhos") fou un ciutadà notable i després governant d'Heraclea al Pont Euxí.
Fou enviat a l'exili però cridat més tard per fer front a les peticions del poble. Justí diu que mentre era a l'exili va fer un acord amb Mitridates I del Pont per entregar la ciutat a canvi de passar a ser el seu governador però que quan es va veure amb el poder va trencar l'acord i a més va fer presoner a Mitridates que va haver de pagar una forta quantitat pel seu alliberament.
Va desertar el camp dels aristòcrates i es va passar als populars i sota aquesta bandera va obtenir el comandament d'un cos de mercenaris amb els quals va assolir la tirania. Va usar el seu poder amb crueltat i va assumir els atributs de Zeus i fins i tot va donar el nom de Κεραυνός a un dels seus fills.
Va viure sempre amb por de ser assassinat i finalment ho fou per part de Quió i Lleó el 353 aC després de 12 anys de govern.